# Johan Harmenberg
Johan Harmenberg (né le 8 septembre 1954 à Stockholm) est un escrimeur suédois pratiquant l’épée. Il a été champion olympique à l’épée individuelle en 1980  lors des Jeux olympiques de Moscou.
Harmenberg est le seul Suédois à avoir gagné un titre olympique à l’escrime.

## Palmarès
- Jeux olympiques d'été
  -  Médaille d'or à l’épée individuelle aux Jeux olympiques d'été de 1980
- Championnats du monde d'escrime
  -  Médaille d'or à l’épée individuelle aux Championnats du monde d'escrime 1977 à Buenos Aires
  -  Médaille d'or à l’épée par équipe aux Championnats du monde d'escrime 1977 à Buenos Aires
  -  Médaille d'or à l’épée individuelle aux Championnats du monde d'escrime 1979 à Hambourg
- Coupe du monde d'escrime
  - 3 victoires dans des tournois de Coupe du monde (1977 à Bern, 1979 et 1980  à Heidenheim)